# Seriële poort

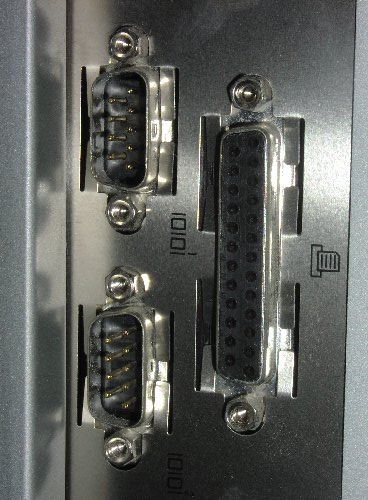

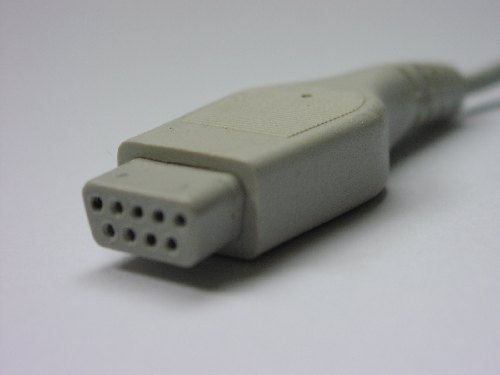

Een seriële poort is een communicatieverbinding die in de computerwereld wordt gebruikt. Het grote verschil met de parallelle poort is dat de bits van de gegevens een voor een achter elkaar worden verstuurd. Voordeel hiervan is dat er minder draadjes nodig zijn om de gegevens te transporteren. De kabel kan daarom dun en soepel zijn.
Begin jaren 80 kon een pc worden uitgebreid met een seriële poort, onder meer voor het aansluiten van een modem. Toen de muis een plek vond bij de computer, werd ook de seriële poort standaard in de PC opgenomen. Ook andere apparaten werden na verloop van tijd op de seriële poort aangesloten: bankpaslezers, (hand)scanners, toetsenborden, fotocamera's, enzovoort. Computerhobbyisten gebruikten de poort ook voor communicatie met andere (zelf gebouwde) apparaten.
Het nadeel van de seriële poort is dat hij doordat de bits na elkaar worden verstuurd niet snel is. Voor een muis is de snelheid toereikend, maar een snel Internet-modem is voor de poort al niet meer bij te houden. Ook het scannen van afbeeldingen en het overhevelen van digitale foto's uit een fotocamera duurt via de trage seriële poort erg lang.
De Seriële Poort wordt ook wel COM(municatie)-poort genoemd. Deze is bidirectioneel en er kunnen dus zowel gegevens mee worden verstuurd als mee worden ontvangen. Afhankelijk van de aangesloten apparaten kent ook de seriële poort een Half- en een Full-duplex variant. De seriële poort heeft, om de gegevens van 8 naar 1-bits om te zetten, wat aanvullende hardware nodig: de UART (Universal Asynchronous Receiver/Transmitter). De veel gebruikte UART chip type 16550 bevat een buffer van 14 bytes voor ontvangen en 16 bytes voor zenden, zodat de CPU van de PC niet voor ieder byte aandacht aan de poort hoeft te besteden.
De standaard seriële poort heeft een transportsnelheid van maximaal 115 kilobits per seconde, maar ook hier zijn snellere varianten als Enhanced Serial Port (ESP) and Super Enhanced Serial Port (Super ESP) ontwikkeld, waarmee transportsnelheden tot 460 kilobits per seconde kunnen worden bereikt. Er is een 9-pins en een 25-pins variant. Deze laatste kan verwarring veroorzaken met de parallelle poort.
Op veel moderne PC's (en vooral notebooks) komt de seriële poort niet meer voor. Er zijn betere, snellere alternatieven, zoals USB. Om dezelfde reden is ook de parallelle poort verdwenen, want moderne printers hebben tegenwoordig ook steeds vaker een snellere aansluiting.